# KS "Siła" Karwina 6
KS „Siła” Karwina 6 (KS „Siła” Karwina Henryk)  –  karwiński klub sportowy działający w latach 1930-1952  jako Klub Sportowy „Siła” Karwina 6. Został założony przez Leopolda Hilla i należał od początku lat 30. do początku lat 50. do najlepszych klubów sportowych w Karwinie i równocześnie do czołowych klubów Zaolzia. 

## Historia
Oficjalnie klub założono w 1930 roku, ale jego początków należy doszukiwać się już w 1929 roku. Rodził się w dzielnicy Karwiny 6, gdzie rozciągały się osiedla górnicze, a wśród nich liczni członkowie Stowarzyszenia "Siła". Dzięki kilku zaangażowanym działaczom poziom sportowy i znaczenie klubu wzrastały. Już w pierwszych miesiącach po II wojnie światowej "Siła" karwińska wznowiła działalność. Kierownictwo uzupełnili nowi działacze: W. Madecki i E. Heczko. Klub został rozwiązany w 1952 roku na skutek likwidacji samodzielnego polskiego sportu w Czechosłowacji.

## Członkostwo
- Między pierwszymi graczami pojawiali się: E. Brudny, J. Kudziełka, S. Kantek, E. Heliosz, E. Fujak, bracia Krucinowie, Buda[1]
- bramkarz Polonii Karwina - J. Matejko rozpoczynał swoją karierę sportową w bramce karwińskiej "Siły".

## Sukcesy
- W drugiej połowie lat 30. drużyna piłkarska utrzymywała się w 1. klasie Cieszyńskiej Żupy Fotbalowej[1]